# Systema naturæ

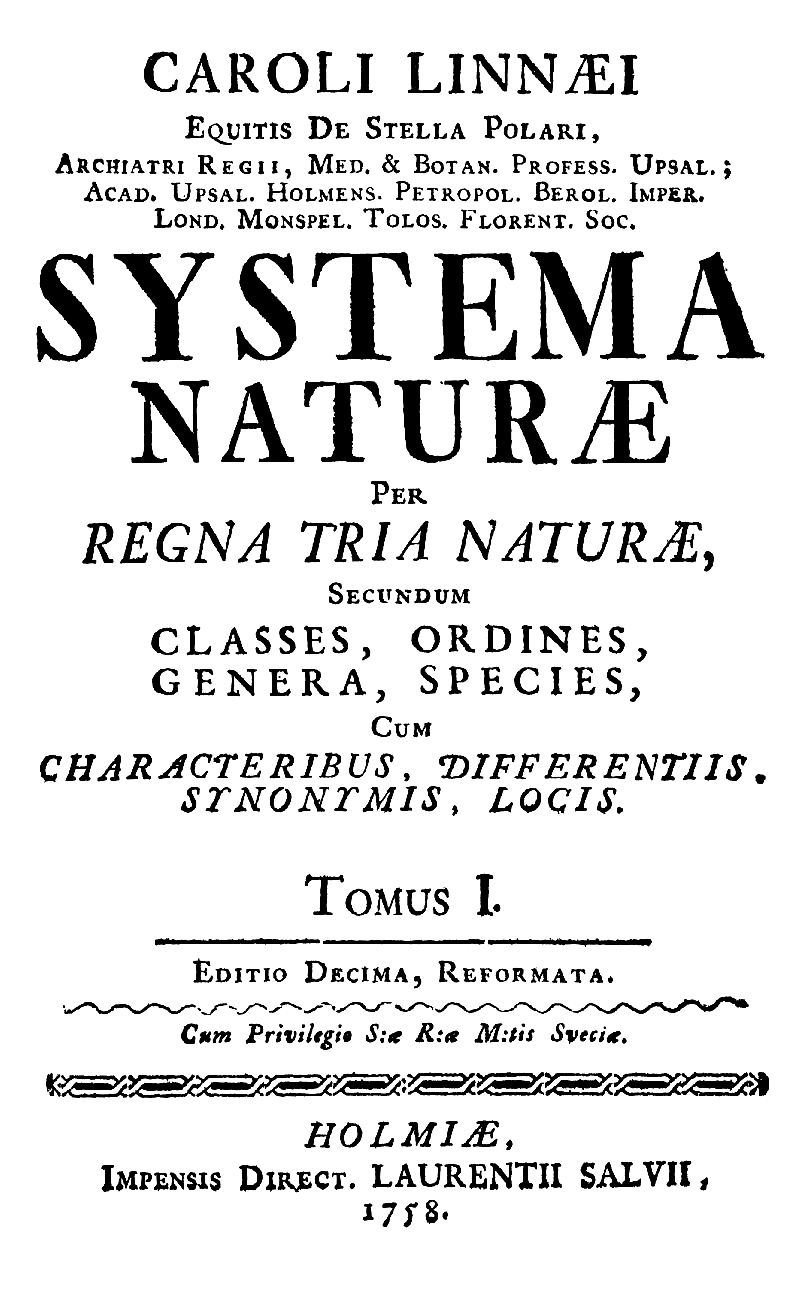
Systema naturæ. Cubierta de la 10.ª edición (Estocolmo, 1758).

Systema naturæ, sive regna tria naturæ systematice proposita per classes, ordines, genera, & species (Sistema natural, o los tres reinos de la naturaleza, según clases, órdenes, géneros y especies), más conocido como Systema naturæ (abreviado Syst. Nat.), publicada en 1735, es una de las principales obras del médico y naturalista sueco Carlos Linneo. Con su sistema Linneo creía que estaba clasificando la creación de Dios.
La décima edición de este libro, Systema naturæ per regna tria naturæ, secundum classes, ordines, genera, species, cum characteribus, differentiis, synonymis, locis (1758) –Sistema natural, en tres reinos de la naturaleza, según clases, órdenes, géneros y especies, con características, diferencias, sinónimos, lugares–, es considerada el punto de partida formal de la nomenclatura zoológica.

## Descripción
Linneo publicó Systema naturæ en el año 1735, durante su estancia en los Países Bajos. Como era costumbre para la literatura científica de la época, el libro se publicó en latín. En él expone sus ideas para la clasificación jerárquica del mundo natural, dividiéndolo en el reino animal (Regnum animale), el reino vegetal (Regnum vegetabile) y el "reino mineral" (Regnum lapideum).
Para la clasificación del reino vegetal Linneo sigue su nuevo sistema sexual, en el que las especies con el mismo número de estambres se incluyen en el mismo grupo. La clasificación de los animales es más natural. Por ejemplo, los seres humanos fueron por primera vez colocados junto a otros primates (como Anthropomorpha). 
En vista de la popularidad de la obra, Linneo continuó la publicación de nuevas ediciones, cada una ampliando la precedente, desde las once páginas de la primera edición (1735) a las tres mil páginas de la decimotercera y última edición (1770). Además, según avanzaba en el trabajo hizo modificaciones: En la primera edición las ballenas fueron erróneamente clasificadas como peces; en la 10.ª edición, publicada en 1758, las ballenas ya se identificaron como mamíferos. En esta misma edición introduce los nombres con dos partes para las especies animales (nomenclatura binomial), algo que ya había hecho para las especies de plantas en 1753, en la publicación de Species Plantarum.

## Clasificación
La clasificación propuesta por Linneo fue la siguiente:
- Reino Mineralia: incluía los minerales, mineraloides, rocas y fósiles.
  - Clase 1. Petrae (rocas)
  - Clase 2. Minerae (minerales y mineraloides)
  - Clase 3. Fossilia (fósiles)
- Reino Animalia (animales)
  - Clase 1. Aves (aves)
  - Clase 2. Mammalia (mamíferos)
  - Clase 3. Amphibia (anfibios y reptiles)
  - Clase 4. Pisces (peces y cetáceos)
  - Clase 5. Insecta (artrópodos)
  - Clase 6. Vermes (gusanos, anélidos y moluscos)
- Reino Vegetabilia: incluía las plantas, algas y hongos
  - Clase 1. Cryptogamia (plantas sin flores, algas y hongos)
  - Clase 2. Monoecia (plantas monoicas)
  - Clase 3. Dioecia (plantas dioicas)
  - Clase 4. Polygamia (plantas poligamodioicas)
  - Clase 5. Monandria (flores con un estambre)
  - Clase 6. Diandria (flores con 2 estambres)
  - Clase 7. Triandria (flores con 3 estambres)
  - Clase 8. Tetrandria (flores con 4 estambres)
  - Clase 9. Pentandria (flores con 5 estambres)
  - Clase 10. Hexandria (flores con 6 estambres)
  - Clase 11. Heptandria (flores con 7 estambres)
  - Clase 12. Octandria (flores con 8 estambres)
  - Clase 13. Enneandria (flores con 9 estambres)
  - Clase 14. Decandria (flores con 10 estambres)
  - Clase 15. Dodecandria (flores con 11 a 19 estambres)
  - Clase 16. Icosandria (flores con 20 o más estambres, períginas)
  - Clase 17. Polyandria (flores con muchos estambres, insertadas en el receptáculo)
  - Clase 18. Didynamia (flores con 4 estambres, 2 largos y 2 cortos)
  - Clase 19. Tetradynamia (flores con 6 estambres, 4 largos y 2 cortos)
  - Clase 20. Monadelphia (flores con las anteras separadas, pero los filamentos unidos, al menos en la base)
  - Clase 21. Diadelphia (flores con las anteras separadas, pero los filamentos unidos, al menos en la base)
  - Clase 22. Polyadelphia (flores con los estambres unidos en varios grupos separados)
  - Clase 23. Syngenesia (flores con los estambres unidos por sus anteras)
  - Clase 24. Gynandria (flores con los estambres unidos a los pistilos)

### Ediciones originales en línea
Sexta edición (1748), Estocolmo:
- Caroli Linnæi: Systema naturæ sistens regna tria naturæ, in classes et ordines, genera et species redacta tabulisque æneis illustrata, editio sexta emendata et aucta 1748, Stockholmiæ, impensis Godofr. Kiesewetteri (Kiesewetter publ..)

Décima edición (1758), Estocolmo:
- Caroli Linnæi: Systema naturæ per regna tria naturæ, secundum classes, ordines, genera, species, cum characteribus, differentiis, synonymis, locis. Editio decima reformata 1758, Holmiæ, Impensis direct. Laurentii Salvii (Salvius publ.)

Duodécima edición (1766-78), Estocolmo:
- Caroli Linnaei: Systema naturae per regna tria naturae, tomus I (Regnum animale) pars 1 / Caroli a Linné Editio duodecima reformata 1766, Holmiæ, Impensis direct. Laurentii Salvii (Salvius publ.), tomus I (Regnum animale) pars 2 / Caroli a Linné 1767, tomus II (Regnum vegetabile), tomus III (Regnum lapideum)

- Datos: Q29270
- Multimedia: Systema Naturae / Q29270
- Especies: Systema Naturae